# سيرة الظاهر بيبرس
سيرة الظاهر بيبرس وتعرف أيضاً بـالسيرة الظاهرية هي قصة شعبية خيالية طويلة تروي حياة السلطان المملوكي الظاهر بيبرس البندقداري وأعماله البطولية التي قام بها ذوداً عن الإسلام وتصدياً لأعدائه من الصليبيين والمغول. من المعتقد أن الملحمة التي تختلط فيها الوقائع التاريخية بالخيال قد كتبت بالقاهرة في العصر المملوكي، وتطورت ونمت عبر السنين إلى أن أخذت شكلها النهائي في بدايات العصر العثماني ، وهي فترة تمتد إلي نحو قرنين ونصف من الزمان تعاقب خلالها مالا يقل عن 45 سلطان.

## خلفية السيرة

الأسد شعار الظاهر بيبرس. لقب الناس بيبرس بأسد مصر.

بيبرس البندقداري (1223 – 1277م) خطفه الخوارزميون وهو طفل واشتراه شخص يدعى «العماد الصايغ»، ثم بيع لأمير حماة «علاء الدين أيدكين» المعروف بالبندقدار، ثم أرسل إلى مصر حيث انضم لمماليك السلطان الأيوبي الصالح نجم الدين أيوب ، وفي عام 1250 كان من القوات الذين شاركوا في هزيمة الصليبيين في معركة المنصورة. في عام 1260 كان بيبرس قائد طليعة الجيش الذي هزم المغول في معركة عين جالوت. بعدما أصبح سلطاناً على مصر والشام في 1260م واصل جهاده ضد الصليبيين والمغول الذين ظلا يتربصا بالعالم الإسلامي ويهددانه، وهزمهما في عدة معارك عسكرية. وصفه المؤرخ ابن إياس بأنه «كان شجاعاً بطلاً».
بالإضافة إلى انتصاراته العسكرية وإعادته للخلافة العباسية في القاهرة عوضاً عن بغداد التي دمرها واحتلها المغول في سنة 1258م، وإعادته صلاة الجمعة إلى الجامع الأزهر بعد أن كانت قد أبطلت منذ عهد صلاح الدين الأيوبي ، قام بيبرس بإصلاحات اجتماعية وإدارية عديدة في البلاد، وكان يشرف بنفسه على تظلمات الناس في دار العدل، وكان ينزل من قلعة الجبل متنكراً ويطوف بالقاهرة ليعرف أحوال الناس، وفي شهر رمضان كان يطعم كل ليلة خمسة آلاف شخصاً، وكان متواضعاً يشارك الجنود في حفر الخنادق وجر المنجنيقات ونقل الأحجار. كل هذا اكسبه حب الناس وانبهارهم به، فأطلقوا عليه ألقاباً مثل «أبو الفقراء والمساكين» و«أسد مصر».
بعد وفاة الظاهر بيبرس رثاه محيي الدين بن عبد الظاهر بقصيدة مؤثرة يقول فيها: «لهفي على الملك الذي كانت به الدنيا تطيب فكل كفر منزل..الظاهر السلطان من كانت له منن على كل الورى وتطول».
تحول الظاهر بيبرس في الوجدان الشعبي المصري من حاكم إلى بطل يروى سيرته قصاصون محترفون يعرفون باسم «الظاهرية»  في مقاهي القاهرة التي تخصص بعضها في سيرته والتي كانت هي الأخرى تعرف بالمقاهي «الظاهرية»، وكانت كتيبات السيرة تباع في حواري القاهرة القديمة والمكتبات التي كانت تجاور مسجدي الحسين والأزهر.
راج الأدب القصصي في العصر المملوكي وكان سرد القصص والحكايات في المقاهي من وسائل الترفيه في ذاك العصر. وكان للقصاصين قدرة على جذب جمهورهم من عامة الشعب عن طريق رواية القصص التي ترضي ميولهم ونزعاتهم بأسلوب تشويقي سهل الفهم، وكان لبعضهم القدرة على ارتجال الحكايات المطولة. وكان بعضهم يستخدم آلات موسيقية بسيطة مثل الربابة أثناء سرد القصة.
ويعد الظاهر بيبرس الحاكم الوحيد في تاريخ مصر الإسلامي الذي تحول إلى بطل شعبي أسطوري له سيرة تحكى في المقاهي وتتداولها عامة الشعب صغاراً وكباراً. فكانت سيرته ملحمة للبطولة يتغنى بها الشعراء والقصاص ليثيروا النخوة في نفوس الشعب.

## السيرة وشخصياتها (الخيالية)

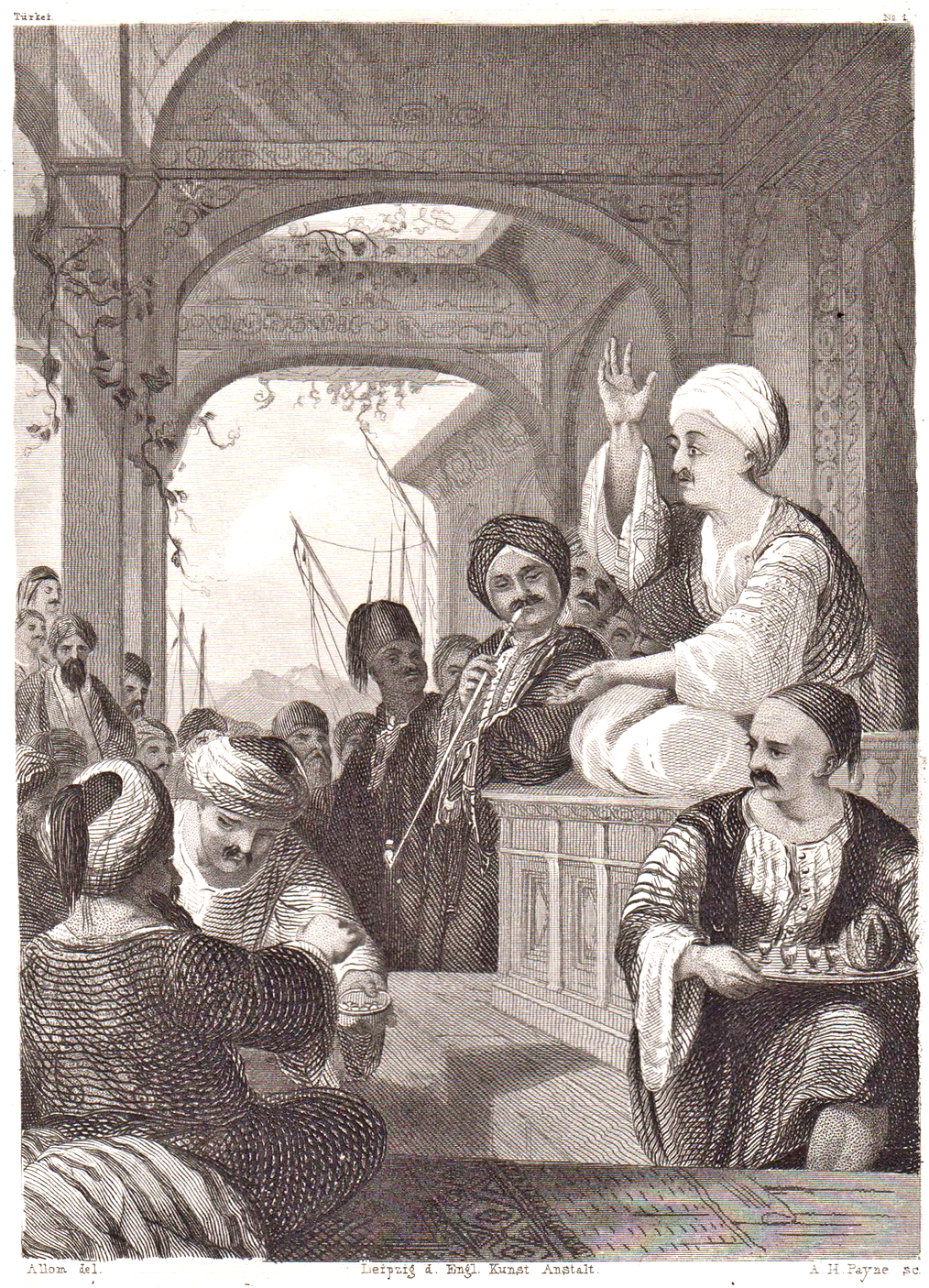
كان سرد القصص والحكايات في المقاهي من وسائل الترفيه.

كتبت سيرة الظاهر بيبرس بالقاهرة في العصر المملوكي وأخذت شكلها النهائي في بدايات العصر العثماني. على الرغم من أن غالبية أحداث السيرة تجري في مصر، وأبطالها مصريون يتكلمون باللهجة المصرية ويستخدمون الأمثال الشعبية المصرية، إلا أن أحداثها مع ذلك تغطي رقعة واسعة من العالم الإسلامي وشمال البحر المتوسط وحتى الجزر البريطانية. وتعد السيرة أضخم ملاحم الأدب الشعبي العربي، إذ يبلغ عدد صفحاتها التي تم تجميعها نحو 16 ألف صفحة. وتعطي سيرة الظاهر بيبرس صورة شيقة عن عصر البطولة والتضحية ، 
وتمتاز بخيال خصب، ووقائع طريفة فضلاً عن أنها تصور حياة المجتمع المصري تصويراً دقيقاً. وبناء السيرة القصصي بناء محكم وبارع، يشمل كل عناصر السرد القصصي والتسلسل الروائي. وتتخلل السيرة التي أغلبها نثر، أشعار وأزجال وأمثال شعبية وعبارات دينية لابد وأنها كانت تجذب آذان جمهور المستمعين من رواد المقاهي الظاهرية.
السيرة الظاهرية تفسير شعبي ووصف خيالي خصب لأحداث تاريخية هامة. وتظهر فيها بعض الشخصيات التاريخية المعروفة بأسماء وكنايات من وحي الخيال.
تبدأ السيرة بعبارات دينية تقول: «الحمد لله الحق المبين. المحسن البر الأمين. السلام الذي سلم عن العقب والزوجة والبنين. الذي آمن به كل شيء». ثم تنتقل بعد ذكر بعض الوقائع الخيالية في بغداد إلى فقرة تصف مسير هلاون (هولاكو) إلى بغداد وصفاً شيقاً: «فسار الملعون هلاون في ستين ألف من الفرسان وكلهم يعبدون النيران. دون الملك الديان راكبين خيول مثل الغزلان وساروا يقطعون البراري والوهاد. طالبين أرض بغداد».

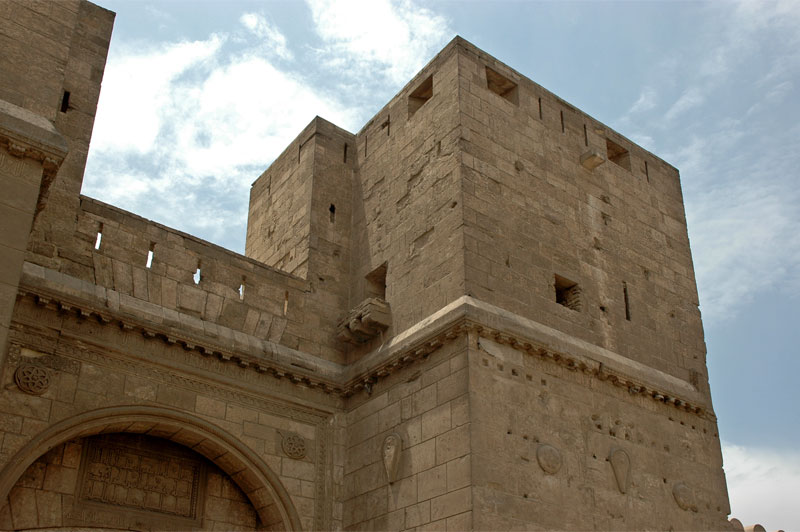
دخل بيبرس القاهرة من باب النصر

ويظهر الظاهر بيبرس في الملحمة أول مايظهر كغلام مريض ذليل محتقر اسمه محمود العجمي «لا يأكل ولا يشرب ولا ينام من شدة المرض والأسقام». ولكن أميراً يدعى «أيدمر» وتاجر مماليك السلطان الصالح أيوب واسمه في السيرة «الخواجة علي ابن الوراقة» عطفا عليه وأدركا من ذكائه وفصاحته أنه أميراً من أولاد الملوك من أرض خوارزم فأكرماه واعتنيا به إلى أن فتحت شهيته واشتاق لأكل «كشكاً بالدجاج»، ومع مرور الوقت شفي وصار محترماً ومهاباً. وتتوالى الأحداث في السيرة إلى أن يسمع بيبرس عن مصر من وزير يدعى «نجم الدين البندقداري» الذي وصفها له قائلاً: «هنيئاً لمن سكن فيها، وأظلته سمائها، وسقاه نيلها، لم يخلق مثلها في البلاد، ففيها المساجد وفيها الأهرام التي لم يخلق مثلها في البلاد، وفيها العلماء والأدباء والشعراء». فتعلق قلب بيبرس بها وذهب إليها مع نجم الدين ودخل القاهرة من باب النصر. وبعد مضي الأيام في القاهرة تبناه الملك الصالح وزوجته فاطمة (شجر الدر) بعد أن وضع الصالح القبضة بينه وبين بيبرس وقال له: «ياولدي هذا عهد الله شهد الله علينا انك ولدي وأنا والدك» ثم أخذه إلى شجرة الدر  ووضع القبضة بينهما.
وتروي السيرة أن محمود (بيبرس) كان الابن الأصغر لملك يدعى «شاه جمك» من أرض خراسان وأن والده قرر أن يوليه حكم البلاد فحقد عليه أخواه وائتمرا به لقتله فهرب إلى خوارزم، ولما التقى بهما بعد مضي بعض الوقت ربطاه والقيا به في حفرة، فبقي فيها إلى أن عثر عليه رجل رافضي فأخذه وباعه لعلي بن الوراق في الشام. وتجدر الإشارة إلى انه قد قيل أن السلطان قطز - وهو لم يذكر في السيرة - قد زعم أن اسمه الأصلي هو «محمود بن ممدود» وأنه كان من أمراء خوارزم.

### الشخصيات
تصف السيرة السلطان الصالح أيوب بأنه رجلاً زاهداً من أولياء الله الصالحين من ذوي الكرامات، لا يأخذ شيئاً لنفسه من بيت المال ويسترزق من جدل الخوص وصنع القفف، ويعيش على الدقة والقراقيش، وتلقبه بـ «الملك الصالح أيوب ولي الله المجذوب»، أما زوجته فتسميها السيرة بـ«السيدة فاطمة شجرة الدر»، وتصفها بالصلاح والتدين والذكاء، وهي تخاطب بيبرس بـ«ابني» وهو يخاطبها بـ «أمي». وتشير السيرة إلى أن شجرة الدر كانت ابنة لخليفة يدعى «المقتدر»، قضى المغول على ملكه في بغداد، وأنها سميت بشجرة الدر لأن أبوها الخليفة أهداها ثوباً من الدر فلما ارتدته صارت تشبه شجرة من الدر. ولحبه لها منحها مُلك مصر، فلما ذهبت إلى مصر مطالبة بحقها في الملك تزوجها الملك الصالح وتمكن بذلك من البقاء على عرش مصر معها.
أما أعداء بيبرس الذين يكيدون له في السيرة فهم أيبك التركماني وزير الملك الصالح الذي كان ملكاً على الموصل ثم ذهب إلى مصر طمعاً في مُلكها بعد أن قال:«أنا أولى بمصر وحكمها من هذا الملك (الصالح أيوب)». وقلاوون، وبطريرك صليبي يدعى «جوان» كان قد تسلل إلى أرض مصر وعينه الصالح قاضياً للقضاة على أنه شيخ كبير اسمه «صلاح الدين العراقي» كان جوان قد أسره وتعلم منه الفقه والشريعة ثم قتله وذهب إلى مصر متنكراً في زيه. وكان جوان يحرض الملوك الصليبيين ضد المسلمين ويشجعهم عن طريق مزاعمه الكاذبة بأنه يتلقى تطمينات ووعود من السماء تؤكد أنهم سينتصرون على المسلمين.
وتظهر في السيرة مجموعة من أصدقاء بيبرس وأعوانه الذين يساعدونه في محاربة أعداء المسلمين، من أبرزهم شخص يدعى «جمال الدين شيحة»، وهو رجل ذو قدرات عجيبة على التنكر والتخفي وتقمص الشخصيات، وكان يهوى الاستيلاء على القلاع وامتلاكها. وهو شيحة الذي تنسب إليه الملاعيب في المثل الشعبي المصري الدارج «ملاعيب شيحة». إضافة إلي شيحة هناك أيضا «سليمان الجاموس»، والأسطى «عثمان بن الحبلة» سايس بيبرس، و«إبراهيم الحوراني» المعروف بالسرعة الخارقة في العدو، والفداوية أولاد إسماعيل.
وتسخر السيرة من الشخصيات الصليبية وأعداء بيبرس فتمنحهم أسماءً تهكمية مثل: أبو الشر، سرجويل المهري، ظنيط، العايق عكرتر، عقيرب، حبظلم بظاظا.

## وصول الظاهر بيبرس إلى الحكم بين التاريخ والسيرة الخيالية
يذكر المؤرخون أن بعد وفاة السلطان الصالح أيوب أثناء الحملة الصليبية السابعة على مصر، وهي الحملة التي قادها لويس التاسع ملك فرنسا، هزم المماليك الصليبيين في معركة المنصورة ثم وصل توران شاه ابن السلطان المتوفي إلى مصر وقاد الجيش ضد القوات الصليبية وهزمهم مما اضطرهم لتسليم دمياط للمصريين وجلائهم عن مصر. ثم قام المماليك، ومن ضمنهم بيبرس، باغتيال توران شاه عند فارسكور ونصبوا شجر الدر سلطانة على مصر. ثم اضطرت شجر الدر تحت، ضغوط الأيوبيين في الشام والخليفة العباسي في بغداد المستعصم بالله، إلى الزواج من عز الدين أيبك والتنازل له عن عرش مصر، فانتقلت بذلك السلطة في مصر من الأيوبيين إلى المماليك. ثم اغتيل عز الدين أيبك بقلعة الجبل بتدبير من زوجته شجر الدر، ثم قتلت هي بتدبير من ابنه ووريث عرشه المنصور نور الدين علي والمماليك المعزية بقيادة الأمير سيف الدين قطز، الذي قام بدوره بعزل المنصور علي واعتلاء عرش مصر لمواجهة تهديدات المغول. وبعد انتصار قطز على المغول في معركة عين جالوت اغتيل هو الأخر في طريق عودته منتصراً إلى مصر، فتمت مبايعة بيبرس ونصب سلطاناً على مصر رغم اتهامه بالضلوع في اغتيال قطز.

### معركة المنصورة في السيرة (الخيالية)
أما في السيرة فإن معركة المنصورة وماتبعها من أحداث تأخذ شكلاً مختلفاً. في السيرة - وهي تراث شعبي خيالي - تبدأ المعركة بورود رسالة من صاحب دمياط إلى الملك عيسى (توران شاه) يستغيث فيها من عسكرة جيش صليبي جرار يقوده أربعة ملوك ومعهم جوان وسيف الروم عند دمياط. فقام توران شاه بإرسال أيبك إليهم بقوات للقضاء عليهم، ولكن أيبك عاد إليه مهزوماً قائلاً: «غلبنا الكفار بكثرتهم ونهبوا أموالنا ودوابنا، وحمدنا ا لله الذي كتب لنا السلامة والهرب من بين أيديهم». فاستشار الملك عيسى (توران شاه) وزير أبيه«شاهين» فقال له شاهين ناصحاً: «إن أردت نصراً مؤزراً أيها الملك فعليك بالأمير بيبرس فقد كان أبوك (أي الصالح أيوب) يعتمد عليه بعد ا لله في قتال الأعداء». إلا أن بيبرس كان في السجن بسبب دين عليه، فأفرج عنه توران شاه وأمر بكتابة حجة بأن بيبرس يتولى الملك من بعده. وسار بيبرس ومعه توران شاه وعسكرا عند دمياط، ثم انهزم الصليبيين وفروا إلى المنصورة حيث قامت معركة كبيرة انتهت بهزيمتهم وفرارهم إلى فارسكور فتبعهم بيبرس وجنوده. وفي أثناء المعركة أمر توران شاه ببناء برجاً خشبياً ليتابع المعركة من فوقه، إلا أنه راح يشرب الخمر مما بيبرس يترك المعركة ويذهب إليه طالباً منه التوقف عن شرب الخمر. إلا أن توران شاه وهو يبعد الكأس سقط من البرج ومات لساعته فعاد بيبرس إلى ميدان القتال وهزم الصليبيين. وبعد انتهاء المعركة اتهم الأمراء بيبرس بقتل توران شاه «فأسلم بيبرس أمره إلى الله الذي لا تخفى عليه خافية، وتوسل إليه أن ينجيه من القوم الظالمين». عندئذ ظهر فارس خرافي اسمه «ضاع اسمه ولم يجده» وأعاد الحياة للسلطان الميت لبضعة لحظات قال فيها للحاضرين: «يا إخواني عليكم بتقوى الله وطاعته، واعلموا أن بيبرس بريء من دمي براءة الذئب من دم يوسف».

### الصراع على السلطة في السيرة (الخيالية)
تبع تبرئة بيبرس من قتل توران شاه صراع على الملك بين أيبك الذي طمع في الحكم وشجرة الدر التي معها حجة من أبيها الخليفة السابق بأن البلاد بلادها والملك ملكها انتهي باعتلاء شجرة الدر عرش مصر ومعها الأمير بيبرس نائباً ووكيلاً لها. ولكن الخليفة الحالي في بغداد لم يوافق على اختيار امرأة حاكمة على البلاد فردت شجر الدر: «ليس في القرآن ما يمنع النساء من ولاية أمور المسلمين، ولكني متنازلة عن الملك مختارة فولوه من تشاءون من الرجال». وأشار العلماء إلى الاقتراع بين أيبك وبيبرس. وفاز أيبك بالقرعة ووافق بيبرس على تولية أيبك لكن بشرط «ألا يبرم أمراً، أو يفعل شيئاً إلا بأمرنا». وهكذا صار أيبك سلطاناً على البلاد. إلا أن عامة المصريين كانوا كارهون له ويسخرون منه، فاشتكى إلى أصحابه «بشتك» و«سنقر» و«قلاوون» و«علاء الدين» قائلاً لهم: «لقد طفح صدري غيظاً من بيبرس، وسخرية الناس بي، لأنهم يحبونه». ثم طلب أيبك من بيبرس بناء طريقاً تحت الأرض من القلعة إلى بيته حتى لا يراه الناس في غدوه ورواحه. فوافق بيبرس بشرط أن يكتب له حجة بأن يكون الملك له من بعده، فكتب له أيبك الحجة. وبعد أن انتهى بيبرس من تشييد الطريق قال له أيبك: «يا بيبرس، إني أريد أن أتزوج من أمك السيدة فاطمة شجرة الدر»، وطلب منه أن يخبرها بطلبه لأنه كان يعلم أنها كانت قد توعدت بقتل من يخبرها بطلب أيبك الزواج منها. ولكن الملك الصالح أخبرها في حلم أن توافق على ما سيخبرها به بيبرس، فلما أخبرها بيبرس بطلب أيبك قبلت شجرة الدر الزواج منه ببضعة شروط من ضمنها أن يكون كل مالها «لابنها» بيبرس.

### نهاية أيبك وشجرة الدر وسلطنة بيبرس في السيرة (الخيالية)
وتزوج أيبك من شجرة الدر ولكنه ظل يحقد على بيبرس ويتآمر عليه مع أعوانه، إلى ان تزوج «سالمة البدوية»، واتهم شجرة الدر وبيبرس بوجود علاقة آثمة بينهما، فانتابتها نوبة عصبية حادة، ولما نامت جاءها الصالح أيوب في الحلم مرة أخرى وأمرها بقتل أيبك بالسيف. فلما استيقظت أحضرت السيف وضربته به فراح يصرخ مستنجداً بابنه أحمد (المنصور علي). ولكن عندما وصل أحمد إلى الغرفة كان أيبك قد فارق الحياة، فهجم على شجرة الدر ولكنها أفلتت من وجرت فراح يطاردها إلى ان سقط بها سور سطح القلعة فهوت وماتت. ثم أتى الوزير شاهين والحراس وقبضوا على أحمد وألقوا به في السجن. بذلك فإن السيرة التي تتعاطف مع شجر الدر نسجت قصة خيالية حول ظروف زواجها من أيبك وقتلها له (زوجها المتوفي الصالح أيوب امرها بالزواج من أيبك ثم فيما بعد بقتله). وكتب الوزير شاهين إلى بيبرس، الذي لم يكن في مصر، يخبره بوفاة أيبك والسيدة شجرة الدر. وحزن بيبرس حزناً شديداً لموت «أمه» وعاد إلى مصر وزار قبرها، ثم تولى حكم مصر وحارب الصليبيين وهزمهم وقتل عدوه «جوان».
وهكذا فإن سيرة الظاهر بيبرس منحت شرعية شعبية لحكم السلطان بيبرس من جهة، ومن جهة ثانية برأته من تهمتي ضلوعه في مؤامرة قتل السلطان توران شاه، ومؤامرة قتل السلطان قطز الذي لم يأت ذكره في السيرة أصلاً. سيرة الظاهر بيبرس التي حولت حاكماً إلى بطلاً تتلى بطولاته في المقاهي، وتتحاكى به الأجيال لبضعة قرون تعد استثناءً في التاريخ العربي والتاريخ بوجه عام . وقد شاءت الأقدار أن يكون «الظاهر» هو لقب بيبرس، فسيرته الشعبية الضخمة منحته بالفعل التميز والظهور على كل الملوك.
من ألف هذه السيرة (الخيالية)
قال عبود عطية: «ألفها الشعب! جاء في بداية هذه السيرة أنها من تأليف الديناري والدويداري وناظر الجيش وكاتم السر والصاحب ...(فكل من هؤلاء له بحر فيها وما يخصها من معانيها ومبانيها، وما أرّخوه وما شاهدوه وما نقلوه..)، أيّ أنها تتضمن مشاهدات ونقلاً عن آخرين.
والواقع أن هؤلاء قد يكونون أصحاب النواة الأولى لهذه السيرة، لأن الذين وضعوا أيديهم في تأليفها هم أكبر من ذلك بكثير. فالأسلوب الأدبي واللغة لا يؤكدان وجود مؤلفين عدة فقط، بل يثبت أن هؤلاء عملوا في فترات زمنية متباعدة جداً عن بعضها.
هناك عشرات الدلائل التي تؤكد أن هذه السيرة بدأت بالظهور في عصر بيبرس أو في زمن قريب إليه، أي النصف الثاني من القرن الثالث عشر ميلادي. ولكنها راحت تكبر وتتضخم على مدى قرنين ونصف على أقل تقدير، ولنأخذ كدليل أسماء العملات الواردة فيها»
ولعل الدويدراي المذكور هو ابن أيبك الدواداري أو لعله والده عبد الله بن أيبك (713 هـ) فقد ذكروا أنه ولما بلغ السابعة عشر من عمره أعجب به السلطان الظاهر بيبرس فأدخله في خدمته، وأنعم عليه بإقطاع وسلمه للأمير سيف الدين بلبان الدوادار قائلاً له: «علمه وخليه يمشي معك». ولذا عرف عبد الله باسم «الدوإداري»

## فهرس وملحوظات
1. 1 2  الموسوعة الثقافية، 1/577-578
2. ↑  نور الدين خليل، قطز، 21
3. ↑  ابن إياس، 1/308-309
4. 1 2  ابن إياس، 1/339
5. ↑  المقريزي، 2/42
6. ↑  المقريزي، 2/20 و28 و106
7. 1 2  نصار، 49
8. ↑  نصار، 48-50
9. ↑  السعداوي، 77
10. ↑  جمال الغيطاني، 5-7
11. ↑  الشيال،2/158
12. ↑  الدجاني،29
13. ↑  سيرة الظاهر بيبرس، 1/10 و15
14. ↑  سيرة الظاهر بيبرس، 1/125
15. ↑  الظاهر بيبرس، 1/104
16. ↑  الظاهر بيبرس، 1/113
17. ↑  اسمها في السيرة شجرة الدر.
18. ↑  سيرة الظاهر بيبرس، 1/464-463
19. ↑  الظاهر بيبرس، 1/214-220
20. ↑  المقريزي، 1/520